# David Mémy
David Mémy – kongijski trener piłkarski, były selekcjoner reprezentacji Konga, którą prowadził w Pucharze Narodów Afryki 2000.